# Hochhaus Saarstraße

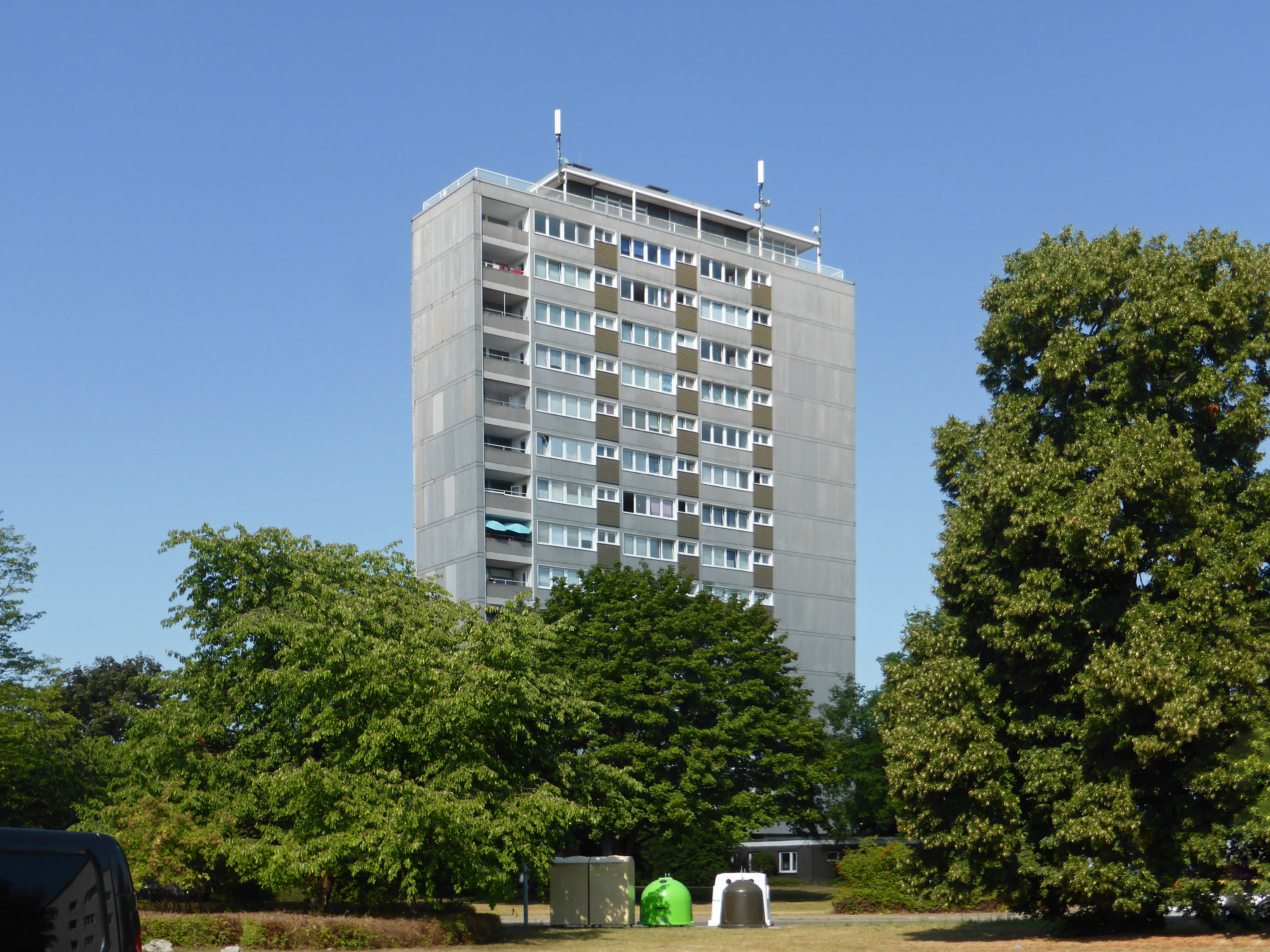
Hochhaus

Das Hochhaus Saarstraße ist ein Bauwerk im Wolfsburger Stadtteil Hohenstein in Niedersachsen. Das 46 m hohe Solitärbauwerk ist im Bereich der westlichen Innenstadt von Wolfsburg weithin sichtbar.
Das Hochhaus steht auf dem Grundstück Saarstraße 39, an der Einmündung zum Haydnring. Es wurde von 1959 bis 1960 nach Plänen des Architekten Dieter Oesterlen errichtet. Nach dem um 1957 erbauten Europa-Hochhaus in der Stadtmitte und dem von 1957 bis 1959 erbauten VW-Verwaltungshochhaus war es das dritte Hochhaus in Wolfsburg.
Das 16-geschossige, an der Nord-Süd-Achse ausgerichtete Gebäude steht auf einem 6342 m² großen Grundstück und verfügt über eine Gesamtwohnfläche von 4438 m². Die 86 Wohnungen sind überwiegend 1- und 2-Zimmer-Wohnungen. Zum Gebäudekomplex gehören darüber hinaus auch zwei Gewerbeeinheiten. 1962 wurden am Westrand des Grundstücks noch acht Garagen errichtet. In den Anfangsjahren befand sich im Dachgeschoss des Hochhauses das Café Klewin.
Ab 2022 wurde das Gebäude vom ursprünglichen Eigentümer, der städtischen Neuland Wohnungsgesellschaft, zum Verkauf angeboten. 2024 erfolgte der Verkauf an ein privates Wolfsburger Immobilienunternehmen.